# مفتاح هامد
المفتاح الهامد (بالإنجليزية: Dead key)‏ هو نوع خاص من مفاتيح التعديل على الآلة الكاتبة الميكانيكية، أو لوحة مفاتيح الكمبيوتر التي تُستخدم عادةً لإرفاق شكلة مُعينة إلى حرفٍ أساسي. لا يولد المفتاح الهامد حرفًا كاملًا بنفسه، ولكنه يُعَدل الحرف الذي تنشأه ضغطة مفتاح سابقة.
على سبيل المثال ، إذا كانت لوحة المفاتيح تحتوي على مفتاح ميت لنبرة الإطالة (`) ، فيمكن إنشاء الحرف الفرنسي à بالضغط أولاً` وبعد ذلكa، بينما يمكن إنشاء è بالضغط الأول` وبعد ذلكe.

## أنظر أيضا
- AltGr key – مفتاح تعديل على بعض لوحات مفاتيح الكمبيوتر.
- بكي بت – بت مساعدة في ترميز الكيبورد.
- حرف جمعي – حرف يُغير حرفاً آخر.

## روابط خارجية
- اختصارات لوحة مفاتيح Microsoft Office للأحرف الدولية